# Phocoderma betis
Phocoderma betis är en fjärilsart som beskrevs av Druce 1896. Phocoderma betis ingår i släktet Phocoderma och familjen snigelspinnare. Inga underarter finns listade i Catalogue of Life.